# Frida Palmér
Frida Palmér (née le 14 février 1905 et décédée le 13 octobre 1966) fut la première femme astronome suédoise à obtenir un doctorat. Elle a étudié les étoiles variables,.

## Jeunesse
Palmér est née le 14 février 1905 à Blentarp, en Suède, fille unique du constructeur Hans Persson Palmér et de sa femme Elsa Jeppsson. Son père est mort quand elle avait cinq ans et en 1910, Elsa a déménagé à Järrestad. On ne sait pas exactement comment elle a terminé ses premières études, mais elle a dû être quelque peu autodidacte car l'accès à l'école secondaire n'a été officiellement établi pour les filles qu'en 1928.

## Éducation
À l'automne 1925, Palmér étudie à la Faculté de philosophie de Lund, où elle étudie l'astronomie et les mathématiques. Elle étudie sous la direction de son mentor et ami, Knut Lundmark, et en 1930, elle obtient une importante bourse pour voyager et visiter des observatoires à l'étranger à Prague, Vienne, Budapest, Potsdam, Dantzig (aujourd'hui Gdańsk) et Berlin. Elle est courageuse et fait une impression surprenante en tant que jeune femme dans un domaine dominé par les hommes.
Elle a soutenu sa thèse en 1939 à l'université de Lund sur les étoiles variables irrégulières sous la direction de Knut Lundmark. Elle est la première femme suédoise à obtenir un doctorat en astronomie,,.

## Carrière
Elle a répertorié plus de 259 étoiles présentant une variabilité périodique irrégulière et a examiné leur distribution galactique, classée par type spectral. La plupart des spectres ne présentaient pas les lignes typiques des étoiles variables de type Mira. Elle a découvert que les courbes de lumière de certaines étoiles pouvaient être interprétées comme une interférence entre deux ou plusieurs événements périodiques simultanés dans les étoiles.
Sa carrière universitaire fut interrompue par la Seconde Guerre mondiale et elle commença à travailler à l'Institut national de défense radio de la Suède comme analyste de systèmes cryptographiques. Palmér décoda les messages de signalisation maritime soviétique dans l'océan Arctique. Palmér n'a jamais reçu de véritable reconnaissance de la part de ses collègues cryptographes Gunnar Blom et Sven Wäsström, qui la considéraient comme une « analyste vedette » insignifiante.
Le chef suprême, le commandant Torgil Thorén (en), a cependant déclaré en 1943 qu'elle « faisait toujours preuve de perception rapide, d'énergie et d'un sens clair de l'ordre » et qu'elle « incluait toujours le travail avec intérêt et diligence et observait une conduite impeccable et honnête ».
En 1945, alors qu'elle était encore employée à la FRA, elle publia une liste de 98 autres étoiles variables rouges, la plus grande compilation uniforme d'étoiles variables qui exclu les étoiles variables de type Mira. On envisagea sérieusement de lui offrir une bourse de voyage pour « femmes diplômées universitaires » pour faire de la recherche aux États-Unis, mais elle ne fut pas choisie. En 1945, à seulement 41 ans, elle abandonna sa carrière d'astronome pour devenir professeur à Halmstad et s'occuper de sa mère vieillissante. Bien qu'elle soit une enseignante qualifiée et dévouée, elle avait une faible tolérance envers les étudiants qui ne comprenaient pas les mathématiques et la physique. Ses étudiants craignaient de s'approcher du tableau noir pour répondre aux questions devant elle. Elle n'aimait certainement pas être enseignante et aspirait à retourner à sa vie antérieure,,.
Après la mort d'Elsa, Frida a ouvert son cercle social et fondé une association pour les femmes qui travaillent à Stockholm. Elle a continué à voyager et s'est rendue au Caire (en Égypte), en 1963.
Palmér est décédé le 13 octobre 1966 à Halmstad. L'observatoire Frida Palmér de l'université de Halmstad (en), dans le sud de la Suède, porte son nom.